# Asplenium kaulfussii
Asplenium kaulfussii är en svartbräkenväxtart som beskrevs av Diederich Franz Leonhard von Schlechtendal. Asplenium kaulfussii ingår i släktet Asplenium och familjen Aspleniaceae.

## Underarter
Arten delas in i följande underarter:
- A. k. bipinnatum
- A. k. dareoides
- A. k. gemmiparum